# Суха (Братунац)
Суха је насељено мјесто у општини Братунац, Република Српска, БиХ. Према попису становништва из 2013. године, у насељу је живјело 372 становника.

## Географија
Налази се у непосредној близини Братунца.

## Становништво
| Демографија | Демографија | Демографија |
| Година      | Становника  | Становника  |
| ----------- | ----------- | ----------- |
| 1971.       | 1.357       |             |
| 1981.       | 842         |             |
| 1991.       | 988         |             |
| 2013.       | 372         |             |